# Dirty Day
Dirty Day – piosenka rockowej grupy U2, pochodząca z jej wydanego w 1993 roku albumu, Zooropa. Słowa „These days, days, days run away like horses over the hill”, jak powiedział Bono, odnoszą się do Charlesa Bukowskiego, amerykańskiego poety.
Piosenka była grana na żywo podczas wszystkich koncertów etapu Zoomerang trasy Zoo TV Tour. The Edge wykonywał dodatkowe solo, które nie pojawiło się na albumie. Również dźwięki perkusji Larry’ego Mullena, Jr. różniły się nieco od słyszanych na płycie. The Edge grał utwór na Fenderze Stratocasterze oraz Gibsonie Les Paul.
Wykonanie piosenki na żywo można zobaczyć na wideo Zoo TV: Live from Sydney.
Dwa remiksy piosenki, „Bitter Kiss Mix” oraz „Junk Day Mix”, zostały wydane w 1997 roku na singlu „Please”.

## Twórcy
Zespół
- Bono - wokal, gitara
- The Edge - gitara, syntezator, chórki
- Adam Clayton - gitara basowa
- Larry Mullen Jr. - perkusja

Pozostali muzycy
- Brian Eno - syntezator